# Центр традиционной культуры Купино
Центр традиционной культуры Купино (Центр традиционной культуры и ремёсел села Купино) — структурное подразделение Государственного бюджетного учреждения культуры «Белгородский государственный центр народного творчества».
Центр состоит из историко-краеведческого музея, крестьянского подворья XIX века, ремесленных мастерских. В экспонатах, материалах, документах 12 залов музея «Центра» показана история села и края. Реконструированное оружие древней земли, подлинные орудия сельскохозяйственного труда крестьян и многое, многое другое.

## Направления деятельности
Основным направлением деятельности является сохранение и популяризация традиционной русской народной культуры через экспозиционную и культурно-просветительскую деятельность, а также посредством  организации учебно-творческих мастерских, проведение народных праздников, фольклорных фестивалей, ярмарок и других культурно-массовых мероприятий.
Виды деятельности:
- экспозиционная и просветительская работа;
- проведение обучающей, воспитательной и патриотической работы по различным направлениям народного творчества через обучение на мастер классах, семинарах, курсах повышения квалификации, а так же путём создания детских и разновозрастных кружков и объединений;
- объединение мастеров села Купино и Шебекинского городского округа, организация их деятельности;
- поддержка народных талантов и династий мастеров народного творчества, художественных ремёсел и промыслов села Купино, пропаганда их творчества,
- сохранение творческого и исторического наследия мастеров Шебекинского городского округа через собственные собрания в экспозиционных залах экскурсионную и обучающую деятельность.

## История Центра
Инициатором  сохранения материалов и открытия Отдела был местными энтузиаст-краевед Кузюлев Николай Николаевич — известный на Белгородчине и за её пределами краевед, педагог и просветитель, много лет занимавшийся изучением истории родного края. Краеведческие материалы и экспонаты для этого учреждения накапливались и обрабатывались в течение почти 30 лет. За этот значительный временной интервал написаны и опубликованы истории каждого из 96 населённых пунктов Шебекинского района. Материалы об истории родного края были получены в московских, ленинградских, харьковских, киевских, курских, белгородских архивах. Более 20 лет Шебекинская районная библиотека и научная библиотека ВНИИПАВ выписывали для купинских краеведов книги об истории родного края, в настоящее время ставшие библиографической редкостью. Экспонаты собирались по всей территории Белгородской области и за её пределами. На данный момент количество экспонатов составляет более 3000. 
С 1 января 2020 года является структурным подразделением Белгородского государственного центра народного творчества.